# Eskimi
Eskimi ili Inuiti (u jednini Inuk) polarni su narod naseljen istočno od Grenlanda, Zaljeva sv. Lovrijenca pa obalom i priobaljem sjeverne Amerike sve do susjedne sjeveroistočne obale Sibira (Yuiti s Čukotskog poluotoka). Kao stanovnici nepreglednih snježnih prostranstava, po svojoj se domovini kreću na psećim zapregama, a na manje udaljenosti, tijekom zime, služe se krpljama. Čamcima kao što su kajak i umiak kreću se morem. Odjeća i obuća im je topla i krznena. Tipični simboli kulture Eskima nadalje su snježne naočale, s veoma uskim prorezima za oči, a namjena im je da zaštite oči od snježnog sljepila, do kojega dolazi zbog odbljeska sunčevih (UV) zraka o zaleđenu snježnu koru snijega. Posljedica je prženja mrežne rožnice i snježno sljepilo ().
Eskimi su miroljubiv narod, u svome jeziku nisu imali izraza za riječ 'rat', kao ni njihovi južniji susjedi Indijanci za riječ 'laž'. Ove značajne karakteristike zapadnjačke kulture donijeli su im tek bijele pridošlice. Danas Eskimi broje 17.000 u Kanadi, 1500 u Sibiru, 45.000 na Grenlandu i 28.000 na Aleutima i Aljaski. Ukupno ih je više 90.000 južno od arktičkog kruga.

## Ime
Ime Eskimi porijeklom je iz Abenaki naziva Esquimantsic "eaters of raw flesh", koji su dobili jer jedu sirovo meso. Eskimi u lokalnim dijalektima sami sebe nazivaju Inuit, Innuit, Innuin, itd., što jednostavno znači 'ljudi'. Kod drugih susjednih indijanskih plemena, koja prema njima nisu imali simpatija, nazivani su: En-na k'ié, neprijatelji ('enemies'), Indijanci Slave, isto vrijedi i za naziv En-na-k'e kod Kawchodinne Indijanaca. Neka susjedna plemena Algonquian nazivali su ih Nottaway, u značenju 'zmije'. Indijanci Kenai ili Tnaina zvali su ih Ultsehaga (=slaves), bilo je običaja da su neki Atapaskani sa sobom dovlačili Eskime za robove, otuda i ovaj naziv. Chippewa naziv (jezičnog roda Algonquian) Eshkibod ima zasigurno isto značenje kao i abenački naziv Esquimantsic.
Naziv Eskimi se ukorijenio širom svijeta, pa se koristi i po stručnoj literaturi. Prvi puta se ime Eskimo u izvještajima javlja 1612. kod Pierra Biarda kao 'Excominqui' (ekskomunicirani). Ona je nastala od abenačkog naziva za 'jedaća sirove hrane' i po Lipsovoj od 'Excominqui'. Meso i riba, često sirova, gotovo je isključiva hrana. Indijanci su ovo smatrali barbarstvom. Naziv 'Excominqui' Biard, koji je bio među njima prvi svećenik, drži ta te urođenike treba smatrati 'onim ekskomuniciranim', oni su se prema kršćanstvu odnosili s neprijateljstvom. Biard je riječ zapisao na latinskom. Lipsova (Eva Lips) drži stoga da su abenački naziv i Biardovi 'ekskomunicirani' korijeni eskimskog imena. U engleskom jeziku on glasi Eskimo, u francuskom Esquimaux, hrvatskom Eskimi. Ime Inuit, kako sebe zovu, već je u pluralu i neispravno ga je pisati Inuiti.

## Jezik
Jezik Eskima pripada porodici ili Velikoj porodici (phylum; pl. Phyla) Eskimo-Aleutian kojoj pripada zajedno s jezikom naroda Aleuta (ili Oonangan).

## Kultura

### Društvo
Eskimi žive ekstremno teškim životom u kojemu se može opstati jedino u složnoj zajednici u kojoj se članovi mogu osloniti jedni na druge. Zbog ovoga kod njih, slično je kao i kod Abenaka, postojalo specijalno partnerstvo između dva muškarca, čija je glavna zadaća bila da međusobno štite jedan drugog, recimo na putu, ili da međusobno dijele žene. Ovdje je zasigurno i razlog zašto su samo najintimnije stvari privatno vlasništvo. Eskimi su organizirani po malenim bandama a muški i ženski poslovi striktno su odijeljeni. Posao muškarca je da izgradi dom i da ide u lov. Na ženi je da vodi domaćinstvo. Vođa ovakve grupe mora biti sposobna osoba i odgovoran je da opskrbi svoju grupu, napose mora biti sposoban doći do izvora hrane. Tradicionalni sistem srodstva eskimskih grupa nalikuje američkom.
Eskimi poznaju i organizaciju plemena, ali u većini slučajeva to 'pleme' nije sasvim izgrađeno. Nazivi ovih zajednica završavaju na –miut (izg. mjut) u značenju 'people of', kao 'ljudi odavde' ili 'ljudi odande'. Ovakve grupe kao 'ljudi odavde' često se pojavljuju na sasvim drugim mjestima i lokacijama od onih, na kojima su viđeni prvi puta.

### Kuća
Eskimi žive u više tipova kuća. Postoje šatori od koža karibua i tuljana, to je za njih adekvatna ljetna zaštita i sklonište. U hladnijoj sezoni konstruiraju se nastambe od kamena, naplavnog drveta. Zimska kuća Eskima ima tri osnovna karakteristična elementa, to su:
1. Hodnik koji počinje napolju i vodi u unutrašnji dio kuće.
2. Klupa s mjestima za lampe i
3. pregrade koje klupu dijele na nekoliko odjeljaka.

Ovo, klaže Mauss dalje, ovisi o lokalitetu i pokazuje promjenljive osobnosti i stvaraju više sekundarnih varijacija. Tako u Angmagsaliku kuća je duga 24-50 stopa (7,5 m – 15 m). Ona leži, u pravilu, na kosom terenu i stječe se dojam da se nalazi pod zemljom. U nju se jedino na koljenima može ući kroz niski hodnik. Pod je prekriven pljosnatim kamenjem, a u dnu se nalazi klupa, jednodijelna, široka 4 ili 5 stopa (1,2-1,5 metara), i stopu je iznad poda. Klupa je na južnom i zapadnom Grenlandu nekada počivala na stupovima, kao i danas na Mackenziu i Aljaski, dok se u Angmagsaliku oslanja na kamenje i busenje. Nise pregrade dijele klupu na odjeljke, od kojih svaki pripada jednoj porodici. U području Mackenzia ima dosta plovnog drveta pa je kuća sagrađena od velikih balvana postavljenih pod pravim kutom, jedno na drugo. Ova kuća ima četiri strogo odvojena odjeljka, a klupa je više izdignuta nego na Grenlandu, hodnik je još niži i spaja se s hodnikom odjeljka, i najčešće je okrenut prema jugu.
U unutrašnjosti kuće Eskima može se naći jedna (u šatoru) pa do više obitelji (kuće od kamena ili drveta) .U malenim kućama od kamena, i onima od snijega, broj obitelji može biti do dvije. U istočnom Grenlandu u kućama može biti 6 pa do 9 obitelji, a nekada na zapadnom Grenlandu i deset obitelji.
Pored privatnih kuća postoji i kashim, kuća za okupljanje, čiji je naziv skraćen, ali bukvalno znači 'moje mjesto za okupljanje'. Ima ga na cijeloj Aljaski i kod svih plemena na američkoj obali do rta Atkinson. Na Grenlandu nema tragova kashima. Amerikanci ovu nastambu gdje Eskimi provode svoj društveni život pogrešno nazivaju Dance House, [neaktivna poveznica]. Poznati eskimski iglu (engl. Igloo; esk. Iglu) uglavnom se koristi na putovanjima, on je izgrađen od blokova snijega. Često ga nazivaju snježna kuća.

### Lov i ribolov
Domovina Eskima je tundra, niska, ravna, bezdrvna, trajno smrznuta, osim prvih nekoliko centimetara tla ljeti. Oni su lovci na karibua i morske sisare (tuljane, morževe i kitove) i ribari, na rijekama i obali mora. Ovisno o sezoni, Eskimske grupe tumaraju u potrazi za određenom vrstom hrane. Tijekom kasnog proljeća i ljeta oni su u lovu na krda karibua ubijajući ih prilikom prelazaka preko rijeka, jedina hrana koja je biljnog porijekla, potječe iz želudaca ovih životinja. Riba se lovi na razne načine, osobito dok ide uzvodno radi mriještenja, koriste se mrežama ili vršama. Zimi Eskimi love tuljane na zamrznutom oceanu, što je tipično za grupe na središnjem dijelu sjeverne Kanade. U ledu se buše rupe na koje tuljani dolaze zbog zraka. Prilikom ovakvog lova koriste se često i psi da bi ih nanjušili. Lovac čeka s harpunom s otrovnim vrškom, često i nekoliko sati na cičoj zimi. Na Grenlandu i zapadnoj Aljaski gdje led nije potpuno okovao more, tuljani i morževi proviruju, zbog zraka, između plovećih santi. Eskimski lovac stajao bi na ledenoj santi ili u kajaku i čekao priliku da pošalje svoj harpun prema životinji. U novije vrijeme Eskimi se služe u ovim lovovima i puškama.

### Pribor i alat
Jedan od zanimljivijih primjeraka eskimske materijalne kulture je ulu-nož, radi se o ženskom nožu sastavljenim od ručke i polukružne oštrice. Jedan primjerak iz razdoblja, možda Punuk kulture (500-1200 prije Krista) pronađen je na Aljaski. Oštrica mu je od škriljevca. Drške ulu-noževa izrađivale su se od parožaka losa ili karibua, a oštrica od škriljevca, danas od čelika.

### Kayak i umiak
Umiak je otvoreni čamac od drvenog kostura i prekriven kožom tuljana ili morža. Ovo plovilo sposobno je nositi 30 ljudi i nekoliko tona robe. U zapadnom Arktiku Eskimi ga koriste i za putovanja i za lov. Dug je oko 9 ili 10 metara, širok dva metra i jedan metar dubok. U istočnom Arktiku služi za transport. Umiak često nazivaju 'ženskim brodom' jer su njime upravljale uglavnom žene, dok su muškarci za to vrijeme lovili. Drugo poznato eskimsko plovilo je 'kayak'. Ovaj kožni čamac je nepotopiv, ali izuzetno prevrtljiv za lošeg kajakaša, što u arktičkim vodama, u pravilu znači smrt. Postoji ih više tipova, ima odlične manevarske sposobnosti. Dužine je 3 do 9 metara, širine 38 do 82 centimetra i dubine 17 do 39 centimetara. Kayak Eskimima služi za ići u lov na morske sisavce i ptice. Oružje lovca u kayaku je harpun.

## Plemena i zajednice kod Eskima
Prema Boasu postoji 8 geografskih skupina: 1. grenlandska, 2. Eskimi Baffin landa i Labradora, 3. Eskimi  of  poluotoka Melville, sjeernog Devona, sjevernog Baffin landa i sjeverozapadne obale Hudson baya, 4. izumrli Sagdlirmiut, 5. Eskimi Boothia Felixa (danas Boothia), King Williamaa i susjednog kopna, 6. Eskimi Victorie i Coronation gulfa (uključujući Kangormiut i Kidnelik, koji možda mogu biti jedno pleme), 7. Eskimi  između Bathursta i  Herschela, uključujući ušće Mackenzie, 8. Aljaski Eskimi.
Swantonov popis malo je drugačiji: 
I. Labrador Eskimo (Labradorski Eskimi): 
- Aivitumiut, blizu Rigoleta.
- Avitumiut, blizu Hopedale.
- Chuckbuckmiut, na Saglek Bay.
- Itivimiut, na istočnoj obali Hudson Bay.
- Kanithlualukshuamiut, na George River.
- Kigiktagmiut, na Belcher Islands i drugim otocima pred istočnom obalom Hudson Bay.
- Killinunmiut, na Cape Chidley.
- Koksoakmiut, između Whale i Payne Rivera, posebno na Koksoak River.
- Konithlushuamiut, Okkak.
- Netcetumiut, oko Cartwrighta, na Sandwich Bay.
- Nunenumiut, oko Naina.
- Nuvugmiut, na Cape Wolstenholme.
- Puthlavamiut, na Battle Harbor, Labrador.
- Unavamiut, na Hopes Advance.

II. Central Eskimo (Središnji Eskimi): 
- Aivillirmiut, na Wager Inletu i duž obale od Cape Fullertona do Cape Penrhyn.
- Akudnirmiut, od Home Bay do Scott Inlet.
- Akuliarmiut, Od Icy Cape do iza Amadjuak Bay.
- Akulliakatagmiut, na južnoj obali Dolphin i Union Straits.
- Arveqtormiut, na Bellot Strait.
- Arviligyuarmiut, Od Committee Bay skoro do Rae Strait.
- Asiagmiut, nasuprot Melbourne Island.
- Ekaluktogmiut, Od Dease Strait do Denmark Bay.
- Haneragmiut, na sjevernoj obali Dolphin i Union Straitsa
- Haningayormiut, na gornjem toku Backs River.
- Harvaqtormiut, na Mistake Bay.
- Hauheqtormiut, od Pistol Bay do Rankin Inlet.
- Iglulirmiut, na Fury i Hecla Straitsu.
- Iluilermiut, na Adelaide Peninsula i King William Island.
- Kanghiryuachiakmiut, na Minto Inlet.
- Kanghiryuarmiut, na južnoj obali Banks Islanda i Prince Albert Sounda.
- Kiglinirmiut, na istoku Victoria Islanda.
- Kilusiktomiut, na Bathurst Inletu, unutrašnjost.
- Kingnaitmiut, na sjevernoj obali Cumberland Sounda.
- Kogloktogmiut, na donjem toku Coppermine Rivera.
- Nagyuktogmiut, na Coronation Gulf.
- Nedlungmiut, između Jones' Sounda i Norwegian Baya, Ellesmere Land.
- Nenitagmiut, na Arctic Sound.
- Netsilingmiut, na Boothia Peninsula.
- Noahonirmiut, na Cape Krusenstern.
- Nugumiut, na Frobisher Bay.
- Padlimiut, dvije grupe: (1) od Cape Dier do Home Bay; (2) od Cape Esquimaux do Ferguson River na zapadnoj obali Hudson Bay.
- Pilingmiut, na Fox Channel(?).
- Pingangnaktogmiut, na južnoj obali Coronation Gulf.
- Puivlirmiut, na sjeveru Dolphin i Union Straita zapadno do Lady Franklin Pointa.
- Qaernermiut, Chesterfield Inlet.
- Qaumauangmiut, od Resolution Islanda do Icy Covea, Baffin Island.
- Qinguamiut, na Cumberland Sound.
- Sagdlirmiut, na južnoj obali Southampton Island.
- Saumingmiut, između Cape Mercy i Exeter Sounda.
- Sikosuilarmiut, okoKing Charles Cape.
- Sinimiut, na Pelly Bay.
- Talirpingmiut, na južnoj obali Cumberland Sounda i Netilling Lake.
- Tununerusirmiut, a Admiralty Inletu.
- Tununirmiut, na Ponds Inletu i Eclipse Soundu i na obje strane Lancaster Sounda i njenom istočnom dijelu.
- Ukkusiksaligmiut, na donjem Backs Riveru.
- Wallirmiut, od Rae River do Dease Baya na Velikom medvjeđem jezeru

III. Mackenzie Eskimo (Eskimi rijeke Makenzie): 
- Avvagmiut, između Franklin Baya iLiverpool Baya.
- Kigirktarugmiut, od ušća Mackenzie Rivera u Aljasku.
- Kittegaryumiut, na zapadnoj delti Mackenzie.
- Kopagmiut
- Kurugmiut, na Hutchison Bayu.
- Nuvorugmiut, od Anderson Rivera do Cape Browna.

IV. Grenlandska plemena su sljedeća, (imenovana su najvećim dijelom po suvremenim naseljima:
- Agto.
- Ameralik.
- Anarkat.
- Angmagsalingmiut.
- Arsuk.
- Disko.
- Egedesminde.
- Fiskernaes.
- Frederikshaab.
- Godhavn.
- Godthaab.
- Holstensborg.
- Igdlorssuit.
- Ita Eskimo.
- Ivigtut
- Jakobshavn.
- Julianehaab.
- Kangamiut.
- Kangatsiak.
- Kangerdlugsiatsiak.
- Karajak.
- Nanortalik.
- Nugsuak (dvije grupe (1) na južnoj strani poluotoka Nugsuak Peninsula; (2) od Melville Baya do Cape Shackletona).
- Pamiagdluk.
- Pisigsarfik.
- Pröven.
- Puisortok.
- Sukkertoppen.
- Tasiusak, oko istoimenog mjesta.
- Tingamirmiut.
- Umanak.
- Upernivik, oko Upernivika.

V. Alaskan Eskimo plemena i 'gradovi':
- Aglemiut, od ušća Nushagak Rivera do Heiden Baya, uključuju sela:

Igagik, na ušću Ugaguk Rivera.
Ikak, kod Naknek Lake.
Kingiak, na sjevernoj strani ušća Naknek Rivera, Bristol Bay.
Paugwik, s Aleutima, na ušću Naknek Rivera, na južnoj strani.
Ugashik, na ušću Ugashik Rivera.
Unangashik, na Heiden Bayu, poluotok Alaska Peninsula.
- Chingigmiut, u regiji Cape Newenham i Cape Peirce; sela:

Aziavik, kod Cape Peircea.
Kinegnak, na Cape Newenham.
Tzahavak, blizu Cape Newenham.
- Chnagmiut, na obali Pastol Baya, na Yukon Delta, i na obje obale Yukon Rivera as sve do Razboinski; sela:

Aiachagiuk, na desnoj obali Yukona blizu delte.
Aimgua, kod ušća Yukon River.
Alexeief, na Yukon Delta.
Andreafski, na sjevernoj obali Yukon Rivera 
Ankachak, desdna obala donjeg Yukona, možda identičan s Kenunimik.
Apoon, na Apoon Passu, na sjevernom ušću Yukon River.
Ariswaniski, desna obala donjeg Yukon.
Avnulik, nepoznata točna lokacija.
Chatinak, kod ušća Yukon River.
Chefoklak, Yukon Delta.
Chukchuk, Yukon Delta.
Claikehak, na sjevernoj obali Yukon River blizu Tlatek.
Fetkina, sjeverni rukavac Yukon Delte.
Ingichuk, i Yukon Delta.
Kanig, sjeverna obala Yukon Rivera, kod ušća.
Kashutuk, na otoku u Yukon Delti.
Kenuninuk, 15 milja od Andreafski, možda identično s Ankachak.
Komarof, na sjevernoj obali Yukon Rivera.
Kotlik, na Kotlik River, 
Kusilvak, 
Kwiahok, 
Nigiklik, 
Ninvok, 
Nokrot, 
Nunapithlugak, 
Onuganuk, 
Pastoliak, 
Razboinski, 
Starik, 
Takshak, 
Tiatiuk, 
Tlatek.
- Chugachigmiut, od ekstremnog zapada Kenai Peninsula do delte of Copper Rivera; sela:

Ingamatsha, na Chenega Island, Prince William Sound.
Kanikluk, sjeverna obala Prince William Sounda.
Kiniklik, sjeverna obala Prince William Sound.
Nuchek, Hinchinbrook Island, Prince William Sound.
Tatitlek, na sjeveroistočnoj obali Prince William Sounda.
- Ikogmiut, na obje obale Yukon Rivera od teritoija Chnagmiut Eskima pa u unutrašnjost do Makaka: sela:

Asko, 
Bazhi, 
Ignok, 
Ikatlek, 
Ikogmiut, 
Ikuak, 
Ingrakak, 
Katagkak, 
Khaik, 
Kikhkat, 
Kochkok, 
Koko, 
Koserefski, 
Kuyikanuikpul, 
Kvikak, 
Makak, 
Nukluak, 
Nunaikak, 
Nunaktak, 
Paimiut, 
Pogoreshapka, 
Ribnaia, 
Staria Selenie, 
Uglovaia, 
Ukak,
- Imaklimiut, na Big Diomede Island u Bering Strait, Rusija
- Inguklimiut, na Little Diomede Island in Bering Strait; imaju selo Inalik.
- Kagmalirmiut, donji tok Colville Rivera ali ne do ušća.
- Kaialigmiut, sjeverno od Kuskwogmiut, između Kuguktik Riveara i Cape Romanzof i na Nelson Islandu; sela:

Agiukchuk, 
Anogok, na obali Kuskokwim Baya; po Porteru (1893) kao Magemiut, ali aktualno Kaialigmiut; 
Asiknuk, 
Chichinak, 
Kaialik, 
Chalit, 
Igiak, 
Kashigalak, 
Kashunuk, 
Kenachananak, 
Kuskunuk, 
Kvigatluk, 
Nuloktolok, 
Nunvogulukhluguk, 
Nushanamut, 
Sfaganuk, 
Ukak, 
Ukuk, 
Unakagak.
- Kaniagmiut, na Kodiak Islandu i na obali kopna od Iliamna Lake do Ugashik Rivera, i i južnoj obali dužine 159 W.; sela:

Afognak, sastoji se od 3 zajednice na Afognak Islandu.
Aiaktalik, 
Akhiok, 
Aleksashkina, 
Alexandrovsk, 
Ashivak, 
Chiniak, 
Fugitive, 
Igak, 
Kaguyak, 
Kaluiak, 
Kanatak, 
Karluk, 
Katmai, 
Kattak, 
Kiliuda, 
Kodiak, 
Kuiukuk, 
Kukak, 
Liesnoi, 
Mitrofania, 
Nauklak, 
Nunamiut, 
Nunikiak, 
Orlova, 
Ostrovki, 
Seldovia, 
Sutkum, 
Uganik, 
Uhaskek, 
Ukshivikak, 
Uyak, 
Uzinki, 
Yalik, 
Yelovoi.
- Kañianermiut, Colville River.
- Kaviagmiut, na jugu Seward Peninsule zapadno od Norton Baya, mnogi zimuju na istočnoj obali Norton Sounda; sela:

Aiacheruk, kod Cape Nome.
Akpaliut, Norton Sound zapadno od Golofnin Bay.
Anelo, Port Clarence.
Anlik, Golofnin Bay.
Atnuk, kod Darby Cape.
Aziak, Sledge Island.
Chaik, obala Norton Sounda.
Chainruk, Port Clarence.
Chinik, Golofnin Bay.
Chiukak, na poluotoku kod Golofnin Bay.
Iknetuk, Golofnin Bay.
Imoktegokshuk, na Cape Nome.
Kachegaret, na Port Clarence.
Kalulek, at Port Clarence.
Kaveazruk, Port Clarence.
Kaviak, j.i. Port Clarence.
Kogluk, na Cape Nome.
Kovogzruk, Port Clarence.
Metukatoak, Port Clarence.
Netsekawik, Golofnin Bay.
Okinoyoktokawik, na obali nasuprot Sledge Islanda.
Opiktulik, na obali Norton Sound.
Perebluk, Port Clarence.
Senikave, kopno nasuprot Sledge Islanda.
Shinnapago, Port Clarence.
Siningmon, Golofnin Bay.
Sitnazuak, zaapdno od Cape Nome.
Sunvalluk, obala nasuprot Sledge Islanda.
Takchuk, istočno od Port Clarence.
Tubuktolik, sjeverna obala Norton Sounda.
Uinuk, ušće Nome River.
Ukivok, King Island.
Ukodlint, Golofnin Bay.
- Kevalingamiut, na obali Arktičkog oceana Cape Seppings i Cape Krusenstern pa do Nunatak Rivera. Kasnije se kreću na sjever otjeravši pleme Tikeramiut s Port Hopea i zaleđa; sela:

Ipnot, na Point Thomson.
Kechemudluk, na Cape Seppings.
Kivualinak, near Port Hope.
Ulezara, kod Cape Kruzenstern.
- Kiatagmiut, na Kvichivak River i Iliamna Lake; sela:

Chikak, 
Kakonak, 
Kaskanak, 
Kichik, 
Kogiung, 
Kvichak, 
Nogeling.
- Kigirktarugmiut, između Manning Pointa i ušća Mackenzie River.
- Killinermiut, na srednjem toku Colville Rivera.
- Kinugumiut, na Seward Peninsuli i kraju oko Cape Prince of Wales; sela:

Eidenu, 
Kigegen, 
Mitletukeruk, 
Nuk, 
Pikta, 
Shishmaref, 
Sinauk, 
Niktak.
- Kowagmiut, na Kowak River istočno od Kotzebue Sounda; sela:

Kikiktak, 
Kowak, 
Umnokalukta, 
Unatak, 
Sheshalek, na sjevernoj obali Kotzerbue Sounda; trgovačko mjesto za više 'town'-a
- Kukparungmiut, na Atrktičkom oceanu između Point Belcher i Cape Beaufort; selo:

Kokolik, na Point Lay.
- Kunmiut, na Kuk River kod Wainright Inleta; sela:

Kilimantavie, arktička obala zapadno od Wainright Inleta.
- Kuskwogmiut, na obalama Kuskokwim Baya i obalama Kuskokwim Rivera pa na kopno do Kolmakofa; sela:

Agomekelenanak, 
Agulakpak, 
Aguliak, 
Agumak, 
Akiachak, 
Akiak, 
Aklut, 
Akmiut, na Kuskokwim Riveru 10 milja od Kolmakofa, navodi se i kao Taiyanyanokhotana (Koyukon) selo, možda eskimizirano u kasnijim vremenima; 
Anagok, 
Apahiachak, 
Apokak, 
Atchaluk, 
Bethel, misija; 
Chimiak, 
Chuarlitilik, 
Ekaluktaluk, 
Etoluk, 
Igiakchak, 
Iliutak, 
Kahmiut, 
Kakuiak, 
Kaltshak, 
Kaluktuk, 
Kamegli, 
Kanagak, 
Kanak, 
Kenachanansk, 
Kiktak, 
Kinak, 
Kinegnagak, 
Klchakuk, 
Kleguchek, 
Klutak, 
Kolmakof, misija, naseljeni Eskimi miješani s Atapaskima, 200 milja od ušća Kuskokwim Rivera.
Kongiganak, 
Kuilkluk, 
Kukluktuk, 
Kulvagavik, 
Kuskok, 
Kuskovak,
Kweleluk, 
Kwik, 
Kwikak, 
Kwilokuk, 
Kwinak, 
Lomavik, 
Mumtrak, 
Mumtrelek, 
Nak, 
Nakolvakik, 
Napai, miješano s Atapaskima, 
Napaiskak, 
Napakiak, 
Nochak, 
Novotoklak, 
Okaganak, 
Oknagak, 
Oyak, 
Papka, 
Shevenak, 
Shiniak, 
Shokfak, 
Takiketak, 
Togiaratsorik, 
Tuklak, 
Tuluka, 
Tuluksak, 
Tunagak, 
Ugovik, 
Uknavik, 
Ulokak, 
Vinasale, 
Yakchilak.
- Magemiut, od Cape Romanzof gotovo do Yukon River, sela:

Anogok, vidi Kaialigmiut.
Chefoklak, 
Gilak, 
Kipniak, 
Kweakpak, 
Kwikak, 
Nanvogaloklak, 
Nunochok, 
Tefaknak, 
Tiengak.
- Malemiut, na obali Norton Sound sjeverno od Shaktolika, i poluotok Seward; sela:

Akchadak-kochkond, 
Atten, 
Chamisso, 
Inglutaligemiut, 
Kongik, 
Koyuktolik, 
Kugaluk, 
Kungugemiut, 
Kviguk, 
Kvinkak, 
Kwik, dva sela: (1) Norton Sound; (2) zapadna strana Bald Head, Norton Bay.
Nubviakchugaluk, 
Nuklit, 
Shaktolik, 
Taapkuk, 
Ulukuk, 
Ungalik.
- Noatagmiut, donji tok Noatak Rivera; sela:

Aniyak, 
Noatak.
- Nunatagmiut, gornji tok Noatak Rivera.
- Nunivagmiut, veliki dio Nunivak Islanda i manji distrikt oko Cape Vancouver na Nelson Islandu; sela:

Chulik, 
Inger, 
Kaliukluk, 
Koot, 
Kwik, 
Tanunak.
- Nushagagmiut, na obalama Igushik, Wood, i Nushagak Rivera i obalama Nushagak Baya; sela:

Agivavik, 
Akak, 
Akuliukpak, 
Akulivikchuk, 
Anagnak, 
Angnovchak, 
Annugamok, 
Ekuk, 
Golok, 
Igivachok, 
Igushik, 
Imiak, 
Insiachak, 
Kakuak, 
Kalignak, 
Kanakanak, 
Kanulik, 
Mulchatna, 
Stugarok, 
Tikchik, 
Trinachak, 
Vuikhtulik, 
Yaoherk.
- Nuwukmiut, na Point Barrow; sela:

Isutkwa, 
Nuwuk, 
Pernyu, 
Ongovehenok.
- Selawigmiut, na Selawik Lake istočno od Kotzebue Sound.
- Sidarumiut, zapadno od Point Barrow; sela:

Atnik, 
Attenok, 
Charnroruit, 
Nunaria, 
Perignak, 
Pinguishuk, 
Sidaru.
- Tikeramiut, na Point Hope; selo:

Tikera (ili) Nuna, na Point Hope.
- Togiagmiut, oko Togiak Baya i Rivera; sela:

Aguliukpak, 
Eklik, 
Kashaiak, 
Kassiank, 
Kulukak, 
Togiak, 
Tuniakpuk, 
Ualik.
- Ugalakmiut, na ušću Copper Rivear i na Kayak Islandu; u kasnijim vremenima oni su u kontaktima s Tlingit Indijancima pa se klasificiraku kao jedno od njihovih plemena. selo:

Eyak, ušće Prince William Sounda.
- Unaligmiut, šire se od e. obale Norton Sound do coast range; sela:

Anemuk, 
Iguik, 
Kiktaguk, 
Pikmiktalik, 
Tachik, 
Topanika, 
Unalaklik.
- Utkiavinmiut, na Arktičkoj obali zapadno do Point Barrow; sela i ljetni kampovi:

Ernivwin, Point Barrow.
Imekpung, Point Barrow.
Ipersua, nije locirano.
Kuosugru, kod Point Barrow.
Nakeduxo, nije locirano.
Nunaktuau, Refuge Inlet.
Pengnok, Cape Smythe.
Sakamna, Point Barrow.
Sinyu, Point Barrow.
Utkiavi, ma Cape Smythe.
Walakpa,ni locirano.
- Utukamiut, isprva na Icy Cape; kasnije se šire duž Arktičke obale od Point Hope do Wainright Inleta, i unutrašnjost do Colville River; sela:

Kaiaksekawik, 
Kelemanturuk, 
Utuka.
VI Yuit, oko East Cape, Indian Point, i Cape Chukotsky, Siber, i na St. Lawrence Island, Aljaska; dijele se na:
(1) Noökalit, na East Cape; sela: 
Enmitahin, sjeverno od East Cape.
Nabukak, na East Cape.
Ulak, naseljen dijelom Čukčima, upravo sjeverno od East Cape.
(2) Aiwanat, oko Indian Point; sela: 
Avak, blizu Cape Chukotsky.
Imtuk, kod Indian Point.
Napakutak, na otoku kod Indian Point (?).
Nasskatulok, na Plover Bay.
Rirak, na Plover Bay.
Tesik, dijelom s Chukchi, na zapadnoj obali Chechin Bay.
Unisak, na Indian Point.
(3) Wuteëlit, na Cape Ulakhpen; sela: 
Chenlin, uključujući Chukchi.
Cherinak, kod Cape Ulakhpen.
(4) Eiwhuelit, na St. Lawrence Island; sela: 
Chibukak, na Northwest Cape.
Chitnak, na južnoj obali.
Kialegak, kod Southeast Cape.
Kukuliak, na sjevernoj obali.
Puguviliak, na Southwest Cape.
Punuk, na Punuk Island, istočno od St. Lawrence Island.
- eskimske wikipedije
  - iu: na inuktitut jeziku
  - kl: na grenlandskom/kalaallisut jeziku
  - ik: na inupiatunskom/iñupiaq jeziku

## Vanjske poveznice
- Eskimos--The People of the Arctic, by Stan Griffin
- Foto galerija